# Paul Keating
Paul John Keating (Sídney; 18 de enero de 1944) es un político laborista australiano, fue el 24°. primer ministro de Australia de 1991 a 1996. 
Keating creció en el suburbio de Bankstown, en Sídney. En la década de los 60s integró el grupo de rock The Ramrods. Estudió en escuelas católicas y dejó sus estudios antes de ingresar en la universidad, ingresando en un sindicato y después en la Juventud del Partido Laborista.
A través del Partido Laborista, conoció figuras como Laurie Brereton, Graham Richardson y Bob Carr.
Como Jefe del Gobierno destacó por sus muchos logros legislativos y por su inesperada victoria en las elecciones del 13 de marzo de 1993. Sin embargo, durante su segundo mandato sus políticas no consiguieron atraer a un electorado cada vez más descontento con el compromiso con Asia y preocupado por los problemas económicos. Keating fue derrotado en las elecciones del 2 de marzo de 1996.